# Németország az 1936. évi téli olimpiai játékokon
Németország a Garmisch-Partenkirchenben megrendezett 1936. évi téli olimpiai játékok házigazda nemzeteként vett részt a versenyeken. Az országot az olimpián 8 sportágban 55 sportoló képviselte, akik összesen 6 érmet szereztek.

## Érmesek
| Érem  | Versenyző               | Sportág     | Versenyszám     |
| ----- | ----------------------- | ----------- | --------------- |
| Arany | Franz Pfnür             | Alpesisí    | Férfi összetett |
| Arany | Christl Cranz           | Alpesisí    | Női összetett   |
| Arany | Maxi Herber Ernst Baier | Műkorcsolya | Páros           |
| Ezüst | Gustav Lantschner       | Alpesisí    | Férfi összetett |
| Ezüst | Käthe Grasegger         | Alpesisí    | Női összetett   |
| Ezüst | Ernst Baier             | Műkorcsolya | Férfi egyéni    |

## Alpesisí
Férfi
| Versenyző         | Versenyszám | Lesiklás | Lesiklás | Lesiklás | Műlesiklás | Műlesiklás | Műlesiklás | Műlesiklás | Műlesiklás | Műlesiklás | Műlesiklás | Összesítés | Összesítés |
| Versenyző         | Versenyszám | Lesiklás | Lesiklás | Lesiklás | 1. futam   | 1. futam   | 2. futam   | 2. futam   | Össz.      | Össz.      | Össz.      | Összesítés | Összesítés |
| Versenyző         | Versenyszám | Idő      | Pont     | Hely.    | Idő        | Hely.      | Idő        | Hely.      | Idő        | Pont       | Hely.      | Pont       | Helyezés   |
| ----------------- | ----------- | -------- | -------- | -------- | ---------- | ---------- | ---------- | ---------- | ---------- | ---------- | ---------- | ---------- | ---------- |
| Rudi Cranz        | Összetett   | 5:04,0   | 94,54    | 8.       | 1:32,9     | 19.        | 1:14,6     | 2.         | 2:47,5     | 87,52      | 4.         | 91,03      | 6.         |
| Gustav Lantschner | Összetett   | 4:58,2   | 96,38    | 3.       | 1:16,9     | 2.         | 1:15,6     | 3.         | 2:32,5     | 96,13      | 2.         | 96,26      |            |
| Franz Pfnür       | Összetett   | 4:51,8   | 98,49    | 2.       | 1:12,1     | 1.         | 1:14,5     | 1.         | 2:26,6     | 100,00     | 1.         | 99,25      |            |
| Roman Wörndle     | Összetett   | 5:01,2   | 95,42    | 6.       | 1:22,9     | 5.         | 1:25,8     | 7.         | 2:48,7     | 86,90      | 5.         | 91,16      | 5.         |

Női
| Versenyző       | Versenyszám | Lesiklás | Lesiklás | Lesiklás | Műlesiklás | Műlesiklás | Műlesiklás | Műlesiklás | Műlesiklás | Műlesiklás | Műlesiklás | Összesítés | Összesítés |
| Versenyző       | Versenyszám | Lesiklás | Lesiklás | Lesiklás | 1. futam   | 1. futam   | 2. futam   | 2. futam   | Össz.      | Össz.      | Össz.      | Összesítés | Összesítés |
| Versenyző       | Versenyszám | Idő      | Pont     | Hely.    | Idő        | Hely.      | Idő        | Hely.      | Idő        | Pont       | Hely.      | Pont       | Helyezés   |
| --------------- | ----------- | -------- | -------- | -------- | ---------- | ---------- | ---------- | ---------- | ---------- | ---------- | ---------- | ---------- | ---------- |
| Christl Cranz   | Összetett   | 5:23,4   | 94,12    | 6.       | 1:12,0     | 1.         | 1:10,1     | 1.         | 2:22,1     | 100,00     | 1.         | 97,06      |            |
| Käthe Grasegger | Összetett   | 5:11,0   | 97,88    | 3.       | 1:16,0     | 2.         | 1:17,4     | 3.         | 2:33,4     | 92,63      | 2.         | 95,26      |            |
| Hadi Pfeifer    | Összetett   | 5:21,6   | 94,65    | 5.       | 1:20,8     | 4.         | 1:18,8     | 4.         | 2:39,6     | 89,04      | 4.         | 91,85      | 5.         |
| Lisa Resch      | Összetett   | 5:08,4   | 98,70    | 2.       | 1:37,5     | 10.        | 1:22,9     | 7.         | 3:00,4     | 78,77      | 8.         | 88,74      | 6.         |

## Bob
| Versenyző                                                    | Versenyszám | 1. futam      | 1. futam      | 2. futam | 2. futam | 3. futam | 3. futam | 4. futam | 4. futam | Összesítés | Összesítés |
| Versenyző                                                    | Versenyszám | Idő           | Hely.         | Idő      | Hely.    | Idő      | Hely.    | Idő      | Hely.    | Idő        | Helyezés   |
| ------------------------------------------------------------ | ----------- | ------------- | ------------- | -------- | -------- | -------- | -------- | -------- | -------- | ---------- | ---------- |
| Hanns Kilian Hermann von Valta                               | Kettes      | 1:27,29       | 7.            | 1:24,24  | 8.       | 1:26,63  | 7.       | 1:23,85  | 8.       | 5:42,01    | 5.         |
| Fritz Grau Albert Brehme                                     | Kettes      | 1:30,66       | 12.           | 1:23,33  | 4.       | 1:26,94  | 8.       | 1:23,78  | 6.       | 5:44,71    | 6.         |
| Hanns Kilian Sebastian Huber Fritz Schwarz Hermann von Valta | Négyes      | 1:20,73       | 1.            | 1:23,05  | 8.       | 1:24,09  | 10.      | 1:21,20  | 9.       | 5:29,07    | 7.         |
| Walter Trott Fritz Vonhof Wolfgang Kummer Rudolf Werlich     | Négyes      | nem ért célba | nem ért célba | kiesett  | kiesett  | kiesett  | kiesett  | kiesett  | kiesett  | kiesett    | kiesett    |

## Északi összetett
| Versenyző      | Sífutás | Sífutás | Sífutás | Síugrás  | Síugrás  | Síugrás  | Síugrás  | Síugrás | Síugrás | Összesítés | Összesítés |
| Versenyző      | Sífutás | Sífutás | Sífutás | 1. ugrás | 1. ugrás | 2. ugrás | 2. ugrás | Össz.   | Össz.   | Összesítés | Összesítés |
| Versenyző      | Idő     | Pont    | Hely.   | Távolság | Pont     | Távolság | Pont     | Pont    | Hely.   | Pont       | Helyezés   |
| -------------- | ------- | ------- | ------- | -------- | -------- | -------- | -------- | ------- | ------- | ---------- | ---------- |
| Willy Bogner   | 1:24:11 | 191,2   | 10.     | 45,0     | 90,9     | 49,0     | 99,4     | 190,3   | 16.*    | 381,5      | 12.        |
| Toni Eisgruber | 1:31:38 | 152,8   | 37.     | 51,5     | 108,7    | 49,0     | 103,4    | 212,1   | 2.      | 364,9      | 23.        |
| Josef Gumpold  | 1:24:19 | 190,4   | 11.     | 45,0     | 95,1     | 46,0     | 95,2     | 190,3   | 16.*    | 380,7      | 13.        |
| Friedl Wagner  | 1:24:33 | 189,2   | 12.     | 40,0     | 86,7     | 46,0     | 96,0     | 182,7   | 27.     | 371,9      | 18.        |

* - egy másik versenyzővel azonos eredményt ért el

## Gyorskorcsolya
| Versenyző     | Versenyszám | Eredmény      | Helyezés      |
| ------------- | ----------- | ------------- | ------------- |
| Heinz Sames   | 500 m       | 47,0          | 28.           |
| Heinz Sames   | 1500 m      | 2:29,3        | 27.           |
| Heinz Sames   | 5000 m      | 8:48,5        | 13.*          |
| Heinz Sames   | 10 000 m    | 18:04,3       | 15.           |
| Willi Sandner | 500 m       | 46,2          | 19.*          |
| Willi Sandner | 1500 m      | 2:25,3        | 16.           |
| Willi Sandner | 5000 m      | nem ért célba | nem ért célba |
| Willi Sandner | 10 000 m    | 18:02,0       | 12.           |

* - egy másik versenyzővel azonos eredményt ért el

## Jégkorong
| Német férfi jégkorongcsapat-játékoskeret                                                                              | Német férfi jégkorongcsapat-játékoskeret                                                           | Német férfi jégkorongcsapat-játékoskeret |
| --- | -------------------------------------------------------------------------------------------------- | ---------------------------------------- |
| - Joachim Albrecht von Bethmann Hollweg - Rudi Ball - Wilhelm Egginger - Werner George - Gustav Jaenecke - Karl Kögel | - Alois Kuhn - Philipp Schenk - Herbert Schibukat - Georg Strobl - Paul Trautmann - Toni Wiedemann |                                          |

### Eredmények
Csoportkör
B csoport
| Csapat           | M | Gy | D | V | G+ | G– | Gk | P |
| ---------------- | - | -- | - | - | -- | -- | -- | - |
| Egyesült Államok | 3 | 2  | 0 | 1 | 5  | 2  | +3 | 4 |
| Németország      | 3 | 2  | 0 | 1 | 5  | 1  | +4 | 4 |
| Svájc            | 3 | 1  | 0 | 2 | 1  | 5  | –4 | 2 |
| Olaszország      | 3 | 1  | 0 | 2 | 2  | 5  | –3 | 2 |

| 1936. február 6. | Németország (GER) | 0 – 1 (0–1, 0–0, 0–0) | Egyesült Államok | Garmisch-Partenkirchen |

|  |  |  |  |  |
|  |  |  |  |  |
|  |  |  |  |  |
|  |  |  |  |  |

| 1936. február 7. | Németország (GER) | 3 – 0 (1–0, 1–0, 1–0) | Olaszország | Garmisch-Partenkirchen |

|  |  |  |  |  |
|  |  |  |  |  |
|  |  |  |  |  |
|  |  |  |  |  |

| 1936. február 8. | Németország (GER) | 2 – 0 (0–0, 1–0, 1–0) | Svájc | Garmisch-Partenkirchen |

|  |  |  |  |  |
|  |  |  |  |  |
|  |  |  |  |  |
|  |  |  |  |  |

Középdöntő
A csoport
| Csapat         | M | Gy | D | V | G+ | G– | Gk  | P |
| -------------- | - | -- | - | - | -- | -- | --- | - |
| Nagy-Britannia | 3 | 2  | 1 | 0 | 8  | 3  | +5  | 5 |
| Kanada         | 3 | 2  | 0 | 1 | 22 | 4  | +18 | 4 |
| Németország    | 3 | 1  | 1 | 1 | 5  | 8  | –3  | 3 |
| Magyarország   | 3 | 0  | 0 | 3 | 2  | 22 | –20 | 0 |

| 1936. február 11. | Németország (GER) | 2 – 1 (0–0, 1–0, 1–1) | Magyarország | Garmisch-Partenkirchen |

|  |  |  |  |  |
|  |  |  |  |  |
|  |  |  |  |  |
|  |  |  |  |  |

| 1936. február 12. | Németország (GER) | 1 – 1 (0–0, 0–1, 1–0, 0–0) | Nagy-Britannia | Garmisch-Partenkirchen |

|  |  |  |  |  |
|  |  |  |  |  |
|  |  |  |  |  |
|  |  |  |  |  |

| 1936. február 13. | Németország (GER) | 2 – 6 (0–1, 0–3, 2–2) | Kanada | Garmisch-Partenkirchen |

|  |  |  |  |  |
|  |  |  |  |  |
|  |  |  |  |  |
|  |  |  |  |  |

| Csapat      | Helyezés |
| ----------- | -------- |
| Németország | 5.       |

## Műkorcsolya
| Versenyző               | Versenyszám  | Kötelező elemek   | Kötelező elemek | Kűr               | Kűr   | Összesítés                     | Összesítés                     | Összesítés                     | Összesítés                     | Összesítés                     | Összesítés                     | Összesítés                     | Összesítés                     | Összesítés                     | Összesítés        | Összesítés  | Összesítés | Összesítés |
| Versenyző               | Versenyszám  | Kötelező elemek   | Kötelező elemek | Kűr               | Kűr   | Helyezési pontszámok bírónként | Helyezési pontszámok bírónként | Helyezési pontszámok bírónként | Helyezési pontszámok bírónként | Helyezési pontszámok bírónként | Helyezési pontszámok bírónként | Helyezési pontszámok bírónként | Helyezési pontszámok bírónként | Helyezési pontszámok bírónként | Több. hely. száma | Hely. össz. | Pont       | Helyezés   |
| Versenyző               | Versenyszám  | Több. hely. száma | Hely.           | Több. hely. száma | Hely. | 1                              | 2                              | 3                              | 4                              | 5                              | 6                              | 7                              | 8                              | 9                              | Több. hely. száma | Hely. össz. | Pont       | Helyezés   |
| ----------------------- | ------------ | ----------------- | --------------- | ----------------- | ----- | ------------------------------ | ------------------------------ | ------------------------------ | ------------------------------ | ------------------------------ | ------------------------------ | ------------------------------ | ------------------------------ | ------------------------------ | ----------------- | ----------- | ---------- | ---------- |
| Ernst Baier             | Férfi egyéni | 5×4+              | 3.              | 6×4+              | 4.    | 4,0                            | 4,0                            | 4,0                            | 2,0                            | 3,0                            | 5,0                            | 2,0                            |                                |                                | 6×4+              | 24,0        | 2805,3     |            |
| Günther Lorenz          | Férfi egyéni | 4×19+             | 19.             | 4×12+             | 12.   | 19,0                           | 18,0                           | 22,0                           | 19,0                           | 15,0                           | 13,0                           | 13,0                           |                                |                                | 4×18+             | 119,0       | 2404,4     | 18.        |
| Viktoria Lindpaintner   | Női egyéni   | 4×6+              | 6.              | 5×10+             | 10.   | 7,0                            | 6,0                            | 4,0                            | 8,0                            | 8,0                            | 10,0                           | 8,0                            |                                |                                | 6×8+              | 51,0        | 2669,6     | 8.         |
| Hertha Frey-Dexler      | Női egyéni   | 5×18+             | 17.             | 4×18+             | 17.   | 21,0                           | 17,0                           | 17,0                           | 19,0                           | 17,0                           | 18,0                           | 20,0                           |                                |                                | 4×18+             | 129,0       | 2417,5     | 19.        |
| Maxi Herber Ernst Baier | Páros        |                   |                 |                   |       | 1,0                            | 1,0                            | 1,0                            | 1,0                            | 2,0                            | 1,0                            | 1,0                            | 2,0                            | 1,0                            | 7×1+              | 11,0        | 103,3      |            |
| Eva Prawitz Otto Weiß   | Páros        |                   |                 |                   |       | 8,0                            | 7,0                            | 9,5                            | 9,0                            | 10,0                           | 8,0                            | 8,0                            | 8,0                            | 7,0                            | 6×8+              | 74,5        | 85,8       | 8.         |

## Sífutás
| Versenyző                                              | Versenyszám     | Eredmény | Helyezés |
| ------------------------------------------------------ | --------------- | -------- | -------- |
| Friedl Däuber                                          | 18 km           | 1:24:57  | 29.      |
| Georg von Kaufmann                                     | 18 km           | 1:22:39  | 20.      |
| Walter Motz                                            | 18 km           | 1:21:20  | 18.      |
| Toni Zeller                                            | 18 km           | 1:24:32  | 27.      |
| Fritz Gaiser                                           | 50 km           | 4:05:44  | 25.      |
| Erich Marx                                             | 50 km           | 4:25:48  | 32.      |
| Josef Ponn                                             | 50 km           | 4:13:12  | 30.      |
| Matthias Wörndle                                       | 50 km           | 4:03:33  | 24.      |
| Friedl Däuber Willy Bogner Herbert Leupold Toni Zeller | 4 × 10 km váltó | 2:54:54  | 6.       |

## Síugrás
| Versenyző        | 1. ugrás | 1. ugrás | 1. ugrás | 2. ugrás | 2. ugrás | 2. ugrás | Összesítés | Összesítés |
| Versenyző        | Távolság | Pont     | Hely.    | Távolság | Pont     | Hely.    | Pont       | Helyezés   |
| ---------------- | -------- | -------- | -------- | -------- | -------- | -------- | ---------- | ---------- |
| Franz Haslberger | 64,0     | 100,4    | 24.*     | 67,0     | 104,2    | 17.      | 204,6      | 17.        |
| Paul Krauß       | 62,5     | 101,7    | 20.      | 62,5     | 102,7    | 19.      | 204,4      | 18.        |
| Kurt Körner      | 70,0     | 104,8    | 14.      | 71,5     | 104,5    | 16.      | 209,3      | 12.        |
| Hans Marr        | 71,5     | 107,0    | 12.      | 69,0     | 107,2    | 8.       | 214,2      | 10.        |

* - egy másik versenyzővel azonos eredményt ért el